# ロイ・バビントン
ロイ・バビントン（Roy Babbington、1940年7月8日 - ）は、イングランド・ベッドフォードシャー州ケンプストン生まれのロックおよびジャズ・ベーシスト。カンタベリー・シーンのプログレッシブ・ロック／フュージョン・バンド、ソフト・マシーンのメンバーを務めたことで有名になった。

## 略歴
バビントンは1958年に地元のジャズ・バンドでダブルベースを演奏し、音楽的キャリアをスタートした。17歳の時、アバディーン・ビーチ・ボールルームでThe Leslie Thorp Orchestraと共に（月曜日のロックン・ロール夜公演でクリフの「Move It」のようなナンバーを演奏するとき）、エレクトリックギターを増員し、ダブルベースのポストを担当することになったのだった。そこで彼は周りを読み取るスキルを磨いた。1969年、ロンドンに移り住んだ後、フィル・ミラー、ピップ・パイル、ロル・コックスヒルと共にカンタベリー・シーンを形成するルーツの1つであるバンド、デリヴァリーに参加した。また、マイケル・ギブスやキース・ティペット・グループ（エルトン・ディーンを含む）のようなジャズ／フュージョン・ミュージシャンと一緒にセッション・ミュージシャンとして働き始めた。彼らの作品やグループでは、アルバム『デディケイテッド・トゥー・ユー』（1970年）、ビッグ・バンド・プロジェクトのセンティピード（1971年）、ディーンのアルバム『ジャスト・アス』に参加している。キャロル・グライムスとの『フールズ・ミーティング』というアルバムの発表後、1971年にデリヴァリーが解散したとき、バビントンはニュークリアスに加わった。
また、アレクシス・コーナー、フォークシンガーのハーヴェイ・アンドリュース、マイク・ダボ、クリス・スペディングのアルバムに貢献した。そして、Schunge、ソリッド・ゴールド・キャデラック（マイク・ウェストブルックとスペディングを含む）、オヴァリー・ロッジといったバンドの非常勤メンバーだった。

### ソフト・マシーン
ソフト・マシーンのアルバム『4』 (1971年)、『5』 (1972年)という2作品で、すでにエレクトリックベーシストであるヒュー・ホッパーに追加してダブルベース・パートの演奏を提供していた彼は、ついにアルバム『7』のリリース時に正式なバンド・メンバーとしてホッパーと交代で加入した。バビントンはバンド在籍期間を通じて、6弦のフェンダー・ベースVIを使用した。アルバム『7』に加えて、彼の演奏はアルバム『BBC・ラディオ1971-74』、『収束』、『ソフツ』、『ラバー・リフ』などで聴くことができる。当時のバビントンのファンクとロックを感じさせるエレクトリックベースの演奏は、カール・ジェンキンスとジョン・マーシャルが作り出すフュージョン・バンドとしてのソフト・マシーンのコンセプトとうまく調和していた。

### 1976年以降
ソフト・マシーンを去った後も、バビントンはバーバラ・トンプソンズ・パラファナリア、インターコンチネンタル・エクスプレス、そしてピアニストのスタン・トレイシーが率いる様々なバンドと演奏しながら、英国のジャズ・シーンで活躍し続けた。1979年、ジュディ・ツークのアルバム『ウェルカム・トゥ・ザ・クルーズ』に参加した。1980年代と1990年代には、彼のルーツであるダブルベースと純粋なジャズに立ち戻り、「ジャズ・ハンドブレーキ (the jazz handbrake)」と音楽界から敬愛される存在として知られるようになった。またエルヴィス・コステロ、キャロル・グライムス、モーズ・アリソン、そしてBBC・ビッグ・バンドとも共演した。
2008年に、ソフト・マシーン・レガシーで客演し、2009年に彼らのエレクトリックベーシストとしてヒュー・ホッパーの後を引き継ぎ加入した。

## 私生活
バビントンには、ニコラ・バビントン（ピアーソン）という名前の娘と、ギャリー・メリーとニック・バビントンという息子がいる。

## ディスコグラフィ

### ソフト・マシーン
- 『4』 - Fourth (1971年)
- 『5』 - Fifth (1972年)
- 『7』 - Seven (1973年)
- 『収束』 - Bundles (1975年)
- 『ソフツ』 - Softs (1976年)
- 『ライヴ・イン・コンサート 71』 - Soft Machine & Heavy Friends - BBC In Concert (1993年) ※1971年3月収録
- 『ラバー・リフ』 - Rubber Riff（1994年） ※1976年・ジェンキンス作曲によるTV用録音
- 『BBC・ラディオ1971-74』 - BBC Radio 1971-1974（2003年）
- 『ブリティッシュ・ツアー‘75』 - British Tour ´75 (2005年) ※1975年10月収録
- 『流浪の世界-「収束」ライヴ 1975』 - Floating World Live (2006年) ※1975年1月収録。旧邦題『フローティング・ワールド・ライヴ』
- 『ジャズ・ワークショップ コンサート・イン・ハンブルグ』 - NDR Jazz Workshop Hamburg, Germany (2010年) ※1973年5月収録
- 『ライヴ・イン・スイス 1974』 - Switzerland 74 (2015年) ※1974年7月収録
- 『ヒドゥン・ディテールズ -隠された真実-』 - Hidden Details (2018年)
- 『ライヴ・アット・ザ・ベイクドポテト2019』 - Live At The Baked Potato (2020年、Tonefloat) ※2019年2月収録

#### ソフト・マシーン・レガシー
- 『ライヴ・アドヴェンチャーズ 2010』 - Live Adventures (2010年)
- 『バーデン・オブ・プルーフ』 - Burden of Proof (2013年)

### その他の参加アルバム
- マイク・ダボ : D'Abo (1970年)
- キャロル・グライムス & デリヴァリー : 『フールズ・ミーティング』 - Fools Meeting (1970年)
- マイク・クーパー : Trout Steel (1970年)
- キース・ティペット・グループ : 『デディケイテッド・トゥー・ユー』 - Dedicated To You, But You Weren't Listening (1971年)
- エルトン・ディーン & ジャスト・アス : 『エルトン・ディーン』 - Elton Dean (1971年)[5]
- センティピード : 『セプトーバー・エナジー』 - Septober Energy (1971年)
- キース・ティペット : 『ブループリント』 - Blueprint (1972年)
- イアン・カー : 『ベラドナ』 - Belladonna (1972年)
- マイケル・ギブス : Just Ahead (1972年)
- ハーヴェイ・アンドリュース : Writer of Songs (1972年)
- ソリッド・ゴールド・キャデラック : 『ソリッド・ゴールド・キャデラック』 - Solid Gold Cadillac (1972年)
- ハーヴェイ・アンドリュース : Friends of Mine (1973年)
- ソリッド・ゴールド・キャデラック : Brain Damage (1973年)
- イアン・カー／ニュークリアス : 『ラビリンス』 - Labyrinth (1973年)
- クリス・ユールデン : Nowhere Road (1973年)
- サンディ・デイヴィス : Inside Every Fat Man (1974年)
- ジュリアン・ブルック : Portrait (1974年)
- インターコンチネンタル・エクスプレス : London (1977年)
- シティ・ボーイ : Book Early (1978年)
- グラハム・コリアー : The Day of the Dead (1978年)
- チャールズ・オースティン、ロイ・バビントン、ジョー・ギャリヴァン : Home From Home (1979年)
- スタン・トレイシー・カルテット : South East Assignment (1980年)
- Spectrum : Tribute To Monk (1982年)
- スタン・トレイシー・カルテット : The Poets' Suite (1984年)
- チャーリー・ラウズ : Playin' in the Yard (1987年)
- スタン・トレイシー : We Still Love You Madly (1989年)
- アラン・スキドモア : From East to West (1992年)
- ロバート・ワイアット : 『フロッサム・アンド・ジッサム』 - Flotsam Jetsam (1994年) ※コンピレーション
- ジェフ・イールズ : Mountains of Fire (1998年)
- エルヴィス・コステロ : 『コンプリート・ベスト』 - The Very Best of Elvis Costello (1999年)
- Various Artists : 『トリビュート・トゥ・ジョニ・ミッチェル』 - A Tribute to Joni Mitchell (2007年)